# Warfołomiejewka (osiedle)
Warfołomiejewka (ros. Варфоломеевка) – osiedle przy stacji w Rosji, w Kraju Nadmorskim, w rejonie jakowlewskim. W 2021 liczyło 1009 mieszkańców.